# Shungita
La shungita és un mineraloide amb més del 98% de carboni. En aquesta roca s'hi han trobat ful·lerens (0,0001 <0,001%).
El terme es va utilitzar originalment el 1879 per a referir-se a aquesta roca amb una estructura metaestable i amb més del 98% de carboni. El terme també s'utilitza com per descriure una seqüència de roques metamòrfiques precambrianes de la regió de Carèlia, a Rússia, que contenen aquest carboni.
La shungita té dues formes principals d'aparició: disseminada dins de la roca hoste i com a material aparentment mobilitzat. La shungita migrada, que és la shungita brillant (brillant), s'ha interpretat que representa els hidrocarburs migrats i es troba com a shungita de capa, capes o lents properes a la conformació amb la capa de roca hoste, o shungita venosa, que es troba com a venes transversals. La shungita també pot aparèixer com a clasts dins de les roques sedimentàries més joves.

## Formació i jaciments
El jaciment principal d'aquesta roca es troba a la zona del llac Onega de Carèlia, a Rússia. També a Rússia ha estat descrita en altres indrets, com a les roques volcàniques a la zona Kamtxatka i a les mines de carbó de Txeliàbinsk. També se n'ha trobat a Àustria, l'Índia, la República Democràtica del Congo i el Kazakhstan, tots ells jaciments menors.
La shungita havia estat considerada com un exemple de formació abiogènica de petroli, fins que s'ha confirmat el seu origen biològic. La shungita no migrada es troba estratigràficament directament a sobre els dipòsits que es van formar en una plataforma carbonatada d'aigües poc profundes fins a un entorn evaporític no marí. Es creu que s'ha dipositat durant el rifting actiu, d'acord amb les roques volcàniques alcalines que es troben dins de la seqüència. Els sediments rics en material orgànic es van dipositar probablement en un entorn de llacuna salobre. La concentració de carboni indica nivells elevats de productivitat biològica, possiblement a causa dels alts nivells de nutrients disponibles a partir de material volcànic intercalat.
Els dipòsits estratificats de shungita que conserven estructures sedimentàries s'interpreten com a roques mare de petroli metamorfosades. S'han identificat algunes estructures en forma de bolets diapírics, que s'interpreten com a possibles volcans de fang.

## Usos
Des de principis del segle xviii s'ha utilitzat com a tractament mèdic popular. Pere el Gran va establir el primer balneari de Rússia a Carèlia per fer ús de les propietats purificadores de l'aigua de la shungita, que ell mateix havia experimentat. També va instigar el seu ús per proporcionar aigua purificada per a l'exèrcit rus. Les propietats antibacterianes de la shungita han estat confirmades per proves modernes.
Des de mitjans del mateix segle també es va començar a emprar com a pigment per a la pintura, i actualment es ven amb els noms de negre de carboni o negre natural de shungita.
A la dècada del 1970 es va explotar per la producció d'un material aïllant conegut com a shungisita. La shungisita es prepara escalfant roques amb concentracions baixes de shungita a 1090–1130 °C i s'utilitza com a farciment de baixa densitat.
Els defensors d'una pseudociència com és la de la cura amb cristalls (crystal healing en anglès) i els teòrics de la conspiració 5G han al·legat falsament la creença desinformada que la shungita pot absorbir la radiació 5G.